# ستان ريد
ستان ريد (بالإنجليزية: Stan Reid)‏ هو لاعب كرة قدم أسترالية وكاهن أسترالي، ولد في 12 يوليو 1872 في مدينة سوان هيل في أستراليا، وتوفي في 23 يونيو 1901 في Ermelo, South Africa ‏ في جنوب أفريقيا.

## وصلات خارجية
- ستان ريد على موقع AustralianFootball.com (الإنجليزية)
- ستان ريد على موقع AFLtables.com (الإنجليزية)